# Angels Versus Animals
Angels Versus Animals är ett remixalbum av den belgiska gruppen Front 242, utgivet 1993 på etiketten Red Rhino Europe. 

## Låtlista
1. Animal (Radio) – 3:29
2. Angel (Wipe Out) – 5:00
3. Serial Killers Don't Kill Their Dog Either – 5:06
4. Modern Angel (KMFDM Remix) – 4:22
5. Animal (Extended) – 4:00
6. Break Me (Female) – 4:02
7. Der Verfluchte Engel – 6:36
8. L'Ange Moderne – 5:31
9. Born To Breathe – 17:56